# آسیاب‌آبی خیرک
 آسیاب‌آبی خیرک مربوط به دوره اسلامی است و در شهرستان دشتستان، بخش ارم، دهستان ارم، روستای خیرک واقع شده و این اثر در تاریخ ۸ بهمن ۱۳۸۵ با شمارهٔ ثبت ۱۷۰۶۸ به عنوان یکی از آثار ملی ایران به ثبت رسیده است.